# Бабич, Голуб
Голуб Бабич (Трубар, Дрвар, 1824 — Сараево, 1910) — харамбаша и сербский воевода, один из наиболее знаменитых командиров повстанцев во время Боснийско-Герцеговинского восстания 1875—1878.
Во время революции 1848 года участвовал в боевых действиях против венгров в отряде Стевана Петровича Кничанина. После участвовал в боях против турок в Босанской Краине. К осени 1858 с повстанцами бежал в Сербию и вернулся в Боснию в 1875 в начале восстания. Был назначен руководителем восстания в юго-западной части Боснии, одним из командиров южно-боснийского восстания. Он быстро завоевал авторитет и достиг военных успехов.
Собор избрал его в качестве члена Временного народного правительства боснийского. После своего поражения под Седлой (1877) убежал в Лику, но весной 1878 года вернулся в Боснию. По приходе в Боснию австро-венгерской армии в 1878, принял примирительную позицию и некоторое время служил в австрийских войсках в Бихаче.